# Artur Maidanov
Artur Maidanov (27 agosto 2005) è un nuotatore artistico kazako.

## Palmarès

### Coppa del Mondo
- 2 podi:
  - 2 secondi posti (1 nella gara a squadre e 1 nel duo)